# Mallow (Cork)
Mallow (en irlandès Mala) és una ciutat d'Irlanda, al comtat de Cork, a la província de Munster. Es troba a 35 kilòmetres de Cork i és el centre administratiu del nord del comtat.

## Nom en irlandès
La forma més antiga del nóm és Magh nAla, que vol dir "planura de les pedres". En l'anglicitsació "Mallow", -ow originàriament representa una reducció d'una vocal neutra, que actualment es pronuncia com una vocal sencera /oʊ/. En 1975, Mala—reducció de Magh nAla— estava entre els primers topònims irlandesos adoptats per estatut, en la secció de topònímia de l'Ordnance Survey of Ireland.
Als Annals dels Quatre Mestres, compilat vers el 1630, Magh nAla hi és transcrit com a Magh Eala, ja que els autors eren de Donegal i no coneixien prou bé els topònims de Cork. P.W. Joyce en 1869 va proposar que en el nom Magh Ealla (sic), Ealla es referia al riu Blackwater, i connectava el nom amb la baronia de Duhallow. El professor T. F. O'Rahilly en 1938 interpretà Magh Eala com a "planura dels cignes". Aquesta etimologia popular s'ha citat sovint i ha provocat que l'oficial Mala es consideri una simplificació gratuïta de Magh Eala. Tanmateix, el nom Mala ha estat usat en irlandès durant més de 300 anys.

## Història
S'ha trobat restes d'assentaments prehistòrics a Beenalaght (13.6 km/8.5 miles al sud-oest de Mallow), destacant un alineament de sis menhirs a un turó a l'oest de la carretera de Mallow a Coachford. (grid ref: 485 873, Latitud: 52.035818N Longitud: 8.751181W)
Durant la guerra angloirlandesa la vila fou la caserna general de la Milícia del Nord de Cork, coneguts també com a North Cork Rifles. Les casernes del RIC a la vila foren les úniques capturades durant la guerra. Com a represàlia, molts carrers foren cremats per l'Exèrcit Britànic.
Mrs King, esposa de W H King, capità del RIC fou morta durant un atac al seu marit vora l'estació de tren de Mallow. En represàlia, militars britànics i Black and Tans mataren tres treballadors del ferrocarril-Patrick Devitt, Daniel Mullane i Bennett. Aquestes morts provocaren resposta sindical per part de la National Railworkers Union tant a Irlanda com a Gran Bretanya.

## Agermanaments
- Tinley Park (Illinois)
- Tréguier (Landreger)

## Personatges il·lustres
- Thomas Osborne Davis, nacionalista irlandès autor de l'himne A Nation Once Again.